# A.N.I.M.A.L.
A.N.I.M.A.L. ist eine argentinische Groove-Metal-Band aus Buenos Aires, die 1993 von Andrés Giménez gegründet wurde und sich 2006 auflöste.

## Geschichte
Die Mitglieder der Band waren neben Andrés Giménez (Gitarre, Gesang, Bandleader) noch Marcelo Corvolán (Bass, Begleitgesang) und Aníbal Aló (Schlagzeug). Nur ein Jahr später trennte sich A.N.I.M.A.L. von ihrem Schlagzeuger und Martin Carrizo wurde der Nachfolger. Marcelo Corvolán spielte nun den Bass und war die Stimme der Band. 1998 verabschiedete sich Carizo und Andrés Vilanova wurde der neue Schlagzeuger. Sechs Jahre später stießen Christian „Titi“ Lapolla (Bass, Begleitgesang) sowie Marcelo Castro (Schlagzeug) zur Band. Marcelo Corvolán verließ die Band nach elf Jahren und Andrés Vilanova folgte ihm nach nur sechs Jahren Mitgliedschaft.
Nach ständigen Umstellungen an den Instrumenten beschlossen die Sänger A.N.I.M.A.L. Ende 2006 aufzulösen. Andrés Giménez und Christian Lapolla gründeten noch im selben Jahr die Metal-Band D-Mente, welche noch im selben Jahr ihr erstes, gleichnamiges Album veröffentlichte.

## Erfolge
A.N.I.M.A.L. zählt zu einer der bekanntesten Hardcore-Bands in Südamerika, Lateinamerika und in manchen europäischen Staaten. In 13 Jahren Bandgeschichte brachten sie sieben Alben heraus, welche sehr erfolgreich in Argentinien waren. Ihr siebtes erfolgreichstes Album Combativo aus dem Jahr 2004 sollte das letzte Album der Band sein.

## Diskografie
- 1993: Acosados Nuestros Indios Murieron Al Luchar
- 1994: Fin de un Mundo Enfermo
- 1996: Nuevo Camino del Hombre
- 1998: Poder Latino
- 1999: Usa toda tu fuerza
- 2001: A.N.I.M.A.L. 6
- 2004: Combativo
- 2016: Vivo En Red House
- 2018: Una Razón Para Seguir